# Brewster (Nueva York)
Brewster es una villa ubicada en el condado de Putnam en el estado estadounidense de Nueva York y además es su sede de condado. En el año 2000 tenía una población de 2162 habitantes y una densidad poblacional de 1754.4 personas por km².

## Geografía
Brewster se encuentra ubicada en las coordenadas 41°23′46″N 73°57′0″O / 41.39611, -73.95000. Según la Oficina del Censo, la ciudad tiene un área total de 1,2 km² (0,5 mi²), de la cual 1,2 km² (0,5 mi²) es tierra y 0 km² (0 mi²) (0 %) es agua.

## Demografía
Según la Oficina del Censo en 2000 los ingresos medios por hogar en la localidad eran de $42 750, y los ingresos medios por familia eran $48 393. Los hombres tenían unos ingresos medios de $28 793 frente a los $28 929 para las mujeres. La renta per cápita para la localidad era de $21 865. Alrededor del 14.5 % de la población estaban por debajo del umbral de pobreza.